# Кратохвиля-Відимська Юзефа Богуславівна

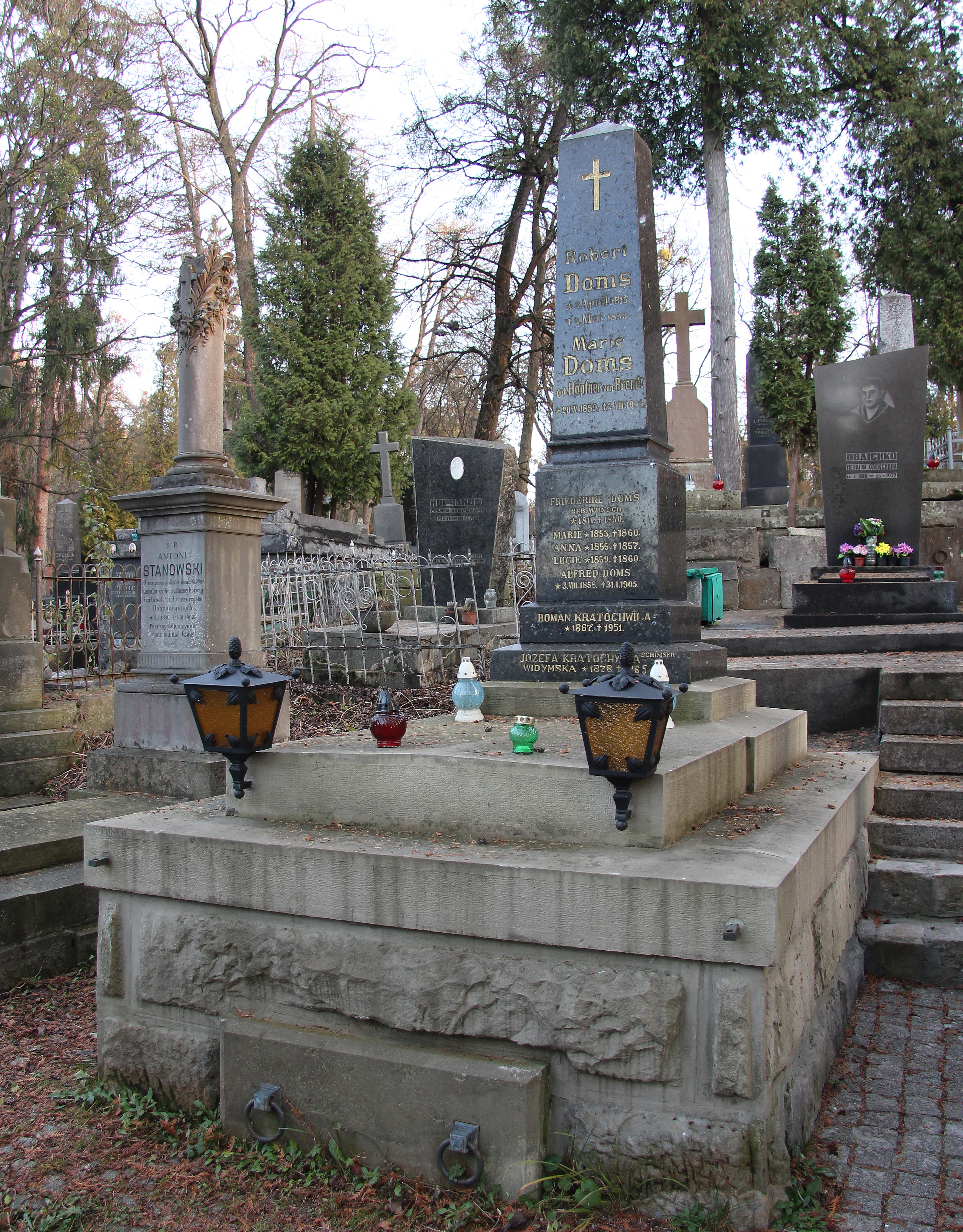

Юзе́фа Богусла́вівна Кратохви́ля-Віди́мська (пол. Józefa Kratochwila-Widymska; 18 травня 1878, Львів — 19 грудня 1965, там само) — українська художниця польського походження, 1940 — у складі Спілки радянських художників України. Похресниця підприємця німецького походження, громадського діяча і філантропа Роберта Домса.

## Життєпис
У 1890-х роках проходила навчання у Вищій художній школі Відня. Під час Першої світової війни проживала у Сілезії, 1919 року повертається до Львова. У 1921—1923 роках навчалася на курсах живопису при Львівській художній школі (вчитель Людвік Тирович).
Довгі роки жила і творила у Львові. Багато своїх робіт присвятила рідному місту. З 1919 року входить до складу Львівської спілки художниць, в 1933 — у правлінні Спілки львівських мистців-графіків.
Від 1926 року — кореспондент французької асоціації художніх зв'язків. 1932-го Паризька академія мистецтв надає їй звання академічного офіцера та нагороджує орденом «Академічні пальми».
Її персональна виставка в дорадянському Львові відбулася 1930 року. У 1940—1941 роках її графічні роботи експонувалися на виставках у Києві, Львові, Москві, Харкові. За таку можливість художниця «розплачувалася» роботами ґатунку «Вступ Радянської Армії у Львів», «Гуцули читають газету „Вільна Україна“». В післявоєнний проміжок творчості впереміжку з натюрмортами пише портрети ланкових та свинарок.
Протягом 1944—1945 працювала художницею у Львівському історичному музеї. Від цього часу виставки її творів відбувалися у Львові в 1951, 1955, 1958 та 1959 роках.
За кордоном твори експонувалися в Австрії, Італії, Польщі, США, Фінляндії, Франції.
21 грудня 1965 року похована у гробівці Роберта Домса на полі № 69 Личаківського цвинтаря у Львові.

## Доробок
Авторка картин:
- «Далматинські селянки», 1910 — принесла їй перший успіх,
- «Натюрморт зі скрипкою» — 1931,
- «Львівські вежі», 1932, графіка,
- «Жінка з гітарою», 1933,
- «Колодязь біля Бернардинського монастиря», 1933,
- «Гуцулки» — 1930-і,
- «Старий гуцул з люлькою», — 1930-і,
- «Старі львівські крами», 1934—1936,
- «Двір єзуїтського костьолу», 1934,
- «Подвір'я старого університету», 1936,
- «Музики з Ворохти» — 1937,
- «Гуцулки вишивають прапор» — 1945,
- «Дружки» — 1947,
- «Пушкін та Міцкевич», 1949,
- «Ланкова», 1950,
- «Жнива», 1950,
- портрет Т. Шевченка, 1961,
- «Зима у Львові» — 1965,
- «Лірник»,
- «Млин у Яремчі»,
- «Пастух у Карпатах»
- Захоплена творчістю Івана Франка, присвятила йому кілька своїх полотен
- Малювала краєвиди Далмації, Зальцбурга, Парижа, Страсбурга.